# Bodenseereiter

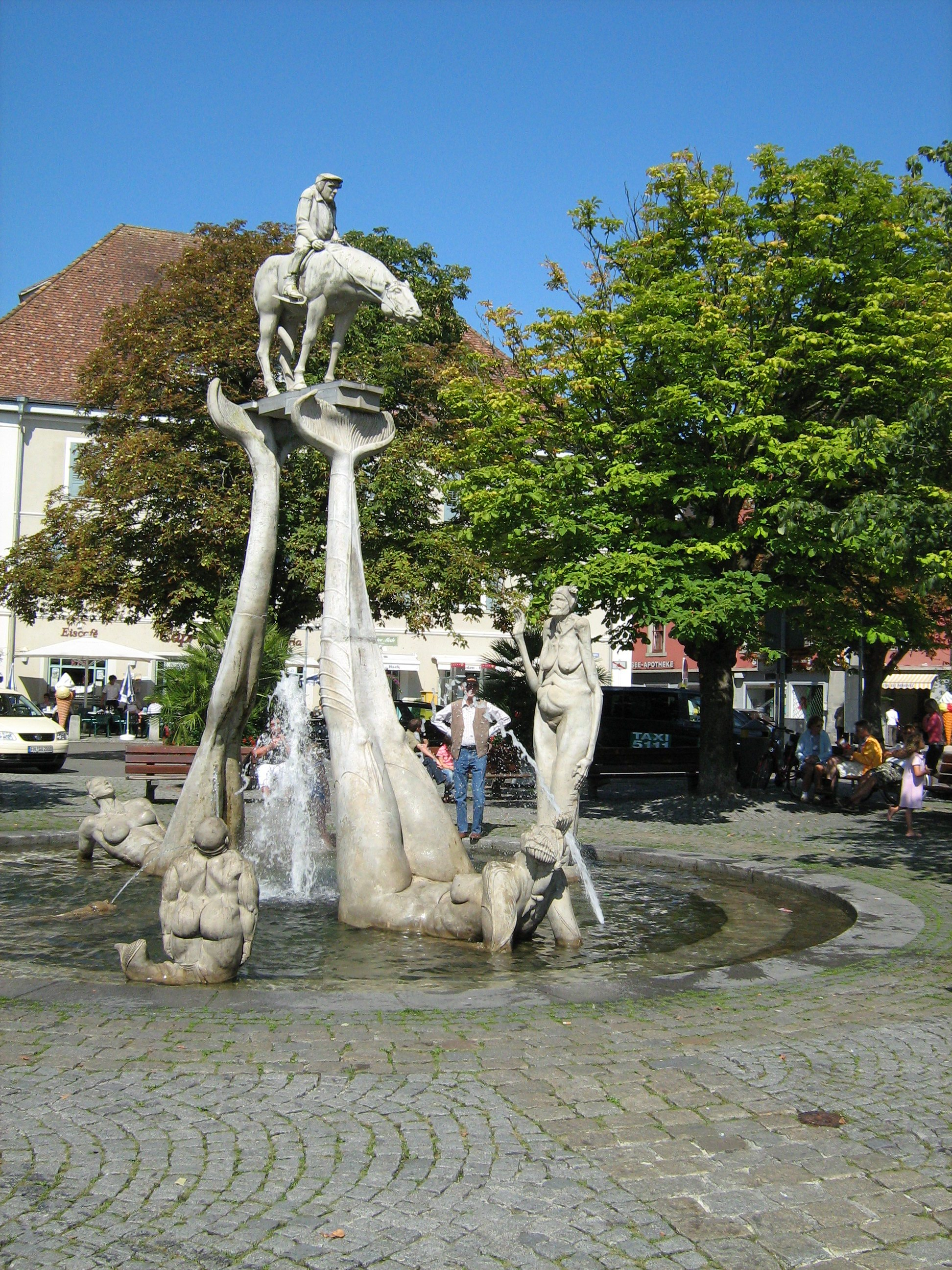
Bodenseereiter – Brunnen in Überlingen

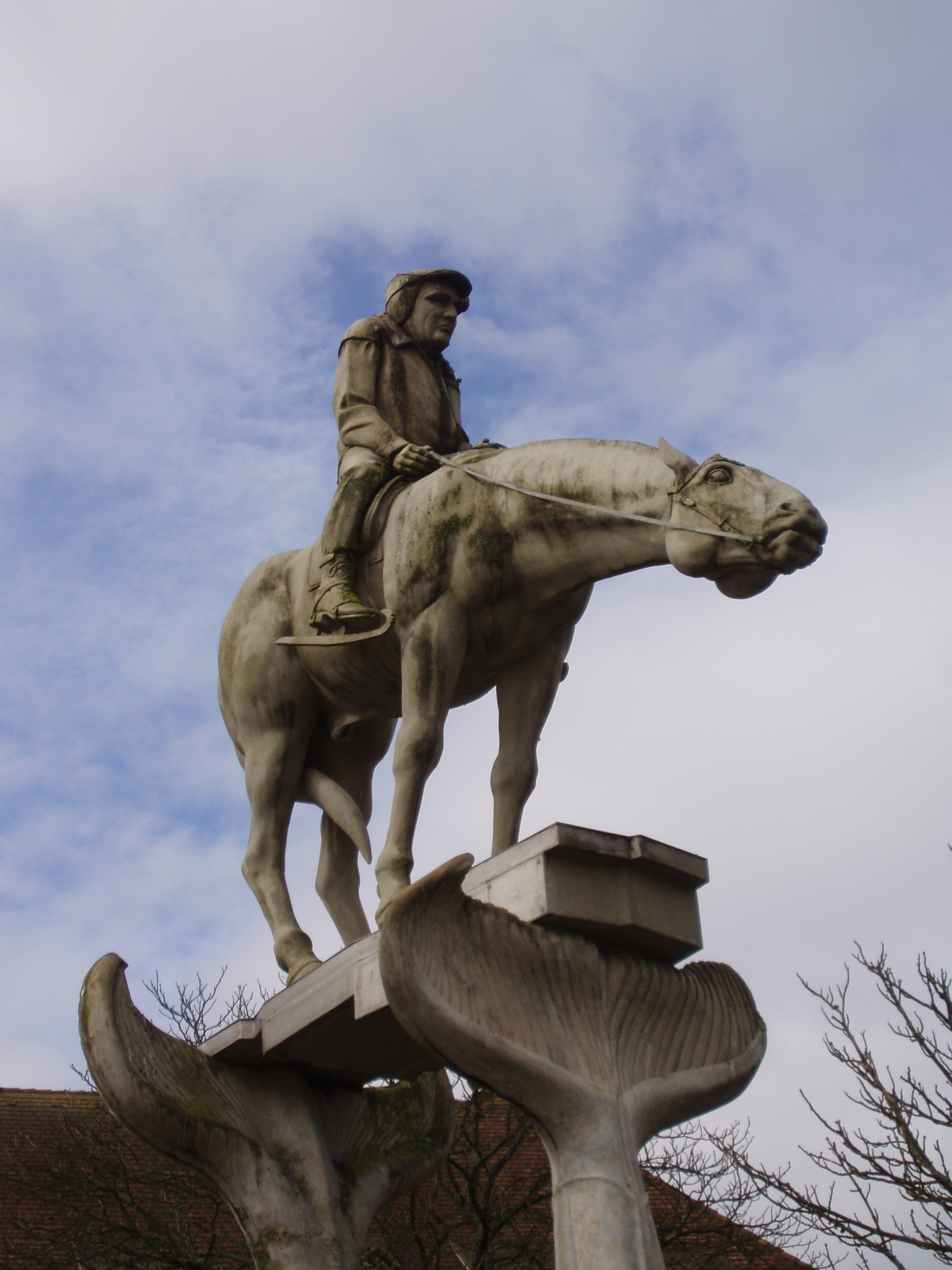
Detail: Martin Walser als Bodenseereiter

Der Brunnen Bodenseereiter ist ein Kunstwerk des Bildhauers Peter Lenk in Überlingen am Bodensee. Der Brunnen wurde 1999 errichtet und vor allem als Karikatur und groteskes Denkmal für den am Ort ansässigen Dichter Martin Walser bekannt.
Die Stadt Überlingen erwartete sich eine Darstellung des Reiters aus Gustav Schwabs populärer Ballade Der Reiter und der Bodensee.
Lenks Ausführung zeigt einen widerwillig vorwärts strebenden Gaul, darauf freudlos und starr vor Unbehagen mit den Zügeln in der Hand Martin Walser. Statt Stiefeln trägt der Reiter Schlittschuhe.
Der Künstler erklärte in Flugblättern sein Werk:
„Dichter – unsterblichkeitsberechtigt – Eiskunstläufer zu Pferde auf den zugefrorenen Seen Deutscher Geschichte. Er steigt erst ab, wenn das Eis gefährlich dünn wird, dann dreht er seine Pirouetten.“
Er spielte damit auf die Kontroverse um Walsers „Paulskirchenrede“ bei der Entgegennahme des Friedenspreises des deutschen Buchhandels  am 11. Oktober 1998 an.
Walser zeigte sich noch Jahre später, 2004, in einem Interview mit der Zeitschrift Profil wenig erbaut. Er habe sich „das Denkmal jedenfalls nie angeschaut“, gehe „dort, wo es steht, nicht mehr hin“ und habe seinen Friseur gewechselt, „damit ich da nicht mehr vorbeikommen muss“. „Da wohnt man 30 Jahre in einer Stadt, und dann stellen sie einfach so etwas auf.“
Auf der Website des Künstlers heißt es:
„Der heutige Reiter schreibt seine Botschaften selbst. Dichter, unsterblichkeitsberechtigt und promenadentauglich: Martin Walser. Mit im Brunnenensemble: Zwei Bankdirektoren und die Schwiegermutter. ‚Wenn ich das vorher gewußt hätte, wäre das niemals genehmigt worden!‘ meinte der Bürgermeister lachend nach der Enthüllung.“